# Onirama
Onirama est un groupe de rock grec, originaire de Thessalonique. Formé en octobre 2000 par Thodoris Marantinis (chanteur) et Dionisis Frantzis (bassiste) après leur service militaire, ils sont rejoints plus tard par les frères Giorgos (guitare) et Dimitris Kokonidis (batterie) puis par Kostas Karakatsanis (violon).

## Biographie

### Débuts
Leurs premiers pas se font au club Mesogios de Thessalonique sous le nom de Mixin' Up the Medicine (d'après les paroles de Subterranean Homesick Blues, chanson de Bob Dylan). L'ambiance et le dynamisme du groupe sur scène leur apporte rapidement une notoriété croissante alors que ce n'est d'abord pour eux qu'un passe-temps.
En 2003, Christos Tresintsis (claviers) rejoint le groupe qui commence à faire la tournée des clubs et des festivals à Athènes. C'est à ce moment que, prenant conscience que leurs rêves se concrétisent au-delà de ce qu'ils auraient imaginé, ils renomment le groupe Onirama (du grec Τα Όνειρά μας ; Nos rêves). À partir d'octobre 2004, le groupe rencontrant de plus en plus de succès, ils commencent à se lancer dans la composition de morceaux pour un album, ainsi que dans la recherche d'un label pour le produire.
C'est en décembre 2005 que leur album ΔΥΣΚΟΛΟΣ ΚΑΙΡΟΣ ΓΙΑ ΠΡΙΓΚΙΠΕΣ (Diskolos keros gia pingipes) sort sous le label athénien Lyra Records, avec la sortie du titre Ο ΧΟΡΟΣ (ΚΛΕΙΣΕ ΤΑ ΜΑΤΙΑ) (o horos - klise ta matia) qui devient rapidement un succès de radio après avoir été un succès sur scène. Sort ensuite leur deuxième grand succès ΜΙΑ ΜΕΡΑ ΘΑ 'ΡΘΕΙΣ (Mia mera tha 'rthis), reprise d'un tube des années 60 de Mike Rozakis.

### Consécration

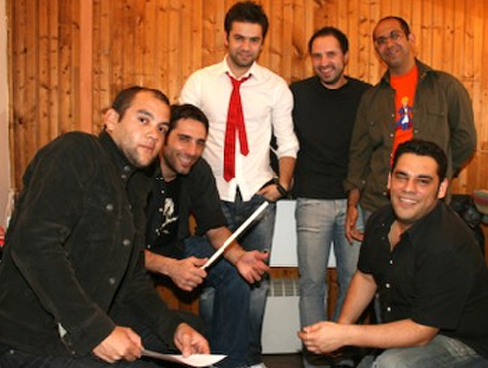
Onirama en 2008.

Alors qu'ils commencent à faire de nombreuses apparitions aux côtés d'artistes grecs réputés tels Michális Chatzigiánnis, Andriana Babali et Vasilis Papakonstadinou, ils sont nommés dans la catégorie « meilleur groupe pop » lors des Arion Awards 2006 (équivalent grec des Victoires de la musique).
En février 2007, ils rencontrent Antónis Rémos (Αντώνης Ρέμος), une des plus grandes vedettes de la chanson grecque, à l'occasion d'une émission sur la chaîne MAD TV. Ce sera le début d'une longue collaboration, avec tournée à la clef. 
En juin 2008, ils sortent leur deuxième album ΚΛΕΨΥΔΡΑ (Klepsidra), qui est certifié disque d'or, et classé premier des ventes en Grèce avec trois singles qui se placeront en tête des hits. 
Un des summums de leur carrière sera l'été 2008 lorsqu'ils feront la première partie de Lenny Kravitz pour sa tournée Love Revolution Tour. Une compilation sort en novembre 2009 avec remix de leurs anciennes chansons, participation d'autres artistes grecs et quelques inédits.
En novembre 2010, ils sortent un nouvel album ΣΤΗ ΧΩΡΑ ΤΩΝ ΤΡΕΛΩΝ (Sti hora ton trelon) avec 12 chansons (dont 2 en anglais). Le premier single s'appelle Ο ΦΤΩΧΟΣ (o ftohos) dont le clip s'inspire des émissions télévisées de poker.

## Membres
- Thodoris Marantinis - chant, guitare
- Giorgos Kokonidis - guitare solo, chœurs
- Dimitris Kokonidis - batterie, percussions
- Alexis Papakonstantinou - basse, chœurs
- Christos Tresintsis - claviers, chœurs